# Calameuta punctata
Calameuta punctata is een vliesvleugelig insect uit de familie van de halmwespen (Cephidae). De wetenschappelijke naam van de soort is voor het eerst geldig gepubliceerd in 1803 door Klug.